# Raimo Helminen
 (septembre 2009).
Améliorez-le ou discutez des points à vérifier. 
Pour les articles homonymes, voir Helminen.
Temple de la renommée de l'IIHF : 2012
Temple de la renommée finlandais : 2009
Raimo Ilmari Helminen (né le 11 mars 1964 à Tampere en Finlande) est un joueur professionnel de hockey sur glace devenu entraîneur. L'un des plus grands hockeyeurs finlandais et le plus expérimenté des joueurs sur la scène internationale, Raimo est surnommé « Raipe », ou « Maestro » par ses admirateurs.

## Style
Helminen a joué un rôle de centre offensif pendant la majeure partie de sa carrière. Il est surtout reconnu pour ses habiletés comme meneur de jeu, son calme et ses passes très précises. Son talent amena les observateurs à remarquer qu'il rendait ses ailiers meilleurs; c'est ainsi qu'on le flanqua souvent lors des matches de l'Équipe de Finlande de hockey sur glace de jeunes joueurs, ce qui leur permet d'acquérir de l'expérience et d'obtenir du succès, tout en développant leur propre talent. Joueur polyvalent, il excelle également en défensive, laissant tout le loisir à ses jeunes ailiers de se charger des responsabilités offensives.

## Carrière professionnelle
Helminen dit lui-même avoir développé la plupart de ses aptitudes dans sa jeunesse, passant tous ses temps libres à jouer sur des patinoires extérieures. Il joua également au football avant de se consacrer au hockey.
Raimo commença sa carrière pour son club local, Ilves Tampere, l'un des plus vieux clubs de Finlande. Après deux médailles d'or dans les ligues junior, Helminen fut promu au sein de l'équipe senior en 1982, où il put prendre part à ses premiers matches dans la SM-liiga. Deux ans plus tard, il remportait la médaille d'argent avec la Finlande au Championnat du monde junior de hockey sur glace 1984 en Suède. Il établit le record du plus grand nombre de points dans un tournoi des moins de 20 ans et fut nommé au sein de l'équipe d'étoiles du tournoi. De tels succès intéressèrent grandement les dépisteurs nord-américains de la Ligue nationale de hockey, qui de plus en plus recherchaient de jeunes talents en Europe.
La saison suivante, Helminen s'imposa à Tampere, devenant le second meilleur compteur d'Ilves et le troisième au total de la ligue. Il mena son club au titre de champion de Finlande.
Les Rangers de New York en firent leur second choix du repêchage d'entrée dans la LNH 1984 (trente-cinquième choix au total). Helminen prit donc le chemin de l'Amérique et rejoignit la prestigieuse LNH la saison suivante, s'en tirant fort bien, avec 40 points en 66 matchs. La saison suivante cependant, la nouvelle administration des Rangers se départit de la plupart des jeunes talents de l'équipe ; Helminen se retrouva ainsi chez les North Stars du Minnesota. Il y eut beaucoup de mal, et dut se résigner à passer le plus clair de la saison dans la Ligue américaine de hockey. À l'automne 1987, il était de retour dans sa patrie et revêtait de nouveau l'uniforme du Ilves Tampere. Il y joua à la hauteur de son talent et s'assura une place au sein de la délégation finlandaise aux Jeux olympiques d'hiver de 1988 à Calgary, au Canada. Il aida la formation finlandaise à remporter sa toute première médaille olympique en hockey sur glace, une médaille d'argent. Il obtint un excellent total de 10 points en 7 matchs et obtint deux passes lors de la victoire surprise 3-0 contre l'équipe du Canada, pressentie pour remporter l'or. Les dépisteurs de la LNH se demandèrent pourquoi Helminen ne jouait pas dans la LNH, et les Islanders de New York lui donnèrent une nouvelle chance de se faire valoir dans le Nouveau-Monde.

## Maux de dos et Suède
Au printemps 1988, Helminen commença à se plaindre de maux de dos qui affectèrent sa carrière pour les deux saisons à venir. Bien qu'il offrit une performance spectaculaire chez les Indians de Springfield de la Ligue américaine au cours de son séjour d'un mois, il fut décevant chez les Islanders; il quitta l'équipe pour se joindre à Malmö IF de l'Elitserien en Suède.
Son jeu là-bas fut par moments excellent, ce qui lui valut l'admiration et le respect des partisans du MIF; cependant, son dos ne guérit pas complètement avant l'été de 1992, après que Helminen et le MIF eurent remportés le championnat de Suède. Il devint le tout premier étranger à remporter le championnat des marqueurs de l'Elitserien en 1993, et fut couronné champion de la ligue une seconde fois avec Malmö.

## Fin de carrière
En 1996, Raimo Helminen revint dans sa ville natale pour ré-endosser l'uniforme du Ilves Tampere, redevenant très rapidement l'un des favoris de la foule. Deux ans plus tard, il conduisait Ilves à une médaille d'argent de la SM-liiga, se voyant octroyé le titre de meilleur joueur de la ligue. Il fut trois ans de suite nommé au sein de l'équipe d'étoiles de la ligue et en demeura l'un des meilleurs marqueurs. Il fut également capitaine d'Ilves jusqu'en 1999.

## Carrière internationale
Après avoir auparavant eu des difficultés à s'imposer sur la scène internationale, la Finlande devint une puissance du hockey international dans les années 1990, remportant l'argent au Championnat du monde de hockey sur glace 1994, l'or l'année suivante, de même que deux médailles de bronze Olympiques, en 1994 et 1998. Helminen fut toujours l'un des choix logiques des dirigeants des Leijonat pendant toute la décennie, jouant un grand rôle dans les succès de son équipe. Il prit part à un total de onze Championnats du monde entre 1985 et 2002 ; il participa aussi six fois aux Jeux olympiques (1984, 1988, 1992, 1994, 1998 et 2002), ce qui constitue le record mondial pour un hockeyeur. Il détient aujourd'hui le record du monde du nombre de matchs joués sur la scène internationale, avec 331. Au cours de ces matchs, il accumula 52 buts et 155 passes.
Son numéro fut toujours le 14 qu'il changea cependant pour le 41 lorsque le Ilves Tampere retira le numéro 14 qui a autrefois appartenu à Lasse Oksanen. Helminen conserva néanmoins le numéro 14 avec l'équipe nationale.

## Statistiques
Pour les significations des abréviations, voir Statistiques du hockey sur glace.
| Saison            | Équipe                   | Ligue             |     | Saison régulière | Saison régulière | Saison régulière | Saison régulière | Saison régulière |    | Séries éliminatoires | Séries éliminatoires | Séries éliminatoires | Séries éliminatoires | Séries éliminatoires |
| Saison            | Équipe                   | Ligue             | PJ  | B                | A                | Pts              | Pun              | PJ               | B  | A                    | Pts                  | Pun                  |                      |                      |
| 1982-1983         | Ilves Tampere            | SM-liiga          | 31  | 2                | 3                | 5                | 0                | 6                | 0  | 0                    | 0                    | 0                    |                      |                      |
| 1983-1984         | Ilves Tampere            | SM-liiga          | 37  | 17               | 13               | 30               | 14               | 2                | 0  | 0                    | 0                    | 2                    |                      |                      |
| 1983-1984         | Sélection olympique      | SM-liiga          | 1   | 0                | 1                | 1                | 0                | -                | -  | -                    | -                    | -                    |                      |                      |
| 1984-1985         | Ilves Tampere            | SM-liiga          | 36  | 21               | 36               | 57               | 22               | 9                | 2  | 4                    | 6                    | 10                   |                      |                      |
| 1985-1986         | Rangers de New York      | LNH               | 66  | 10               | 30               | 40               | 10               | 2                | 0  | 0                    | 0                    | 0                    |                      |                      |
| 1986-1987         | Nighthawks de New Haven  | LAH               | 6   | 0                | 2                | 2                | 0                | -                | -  | -                    | -                    | -                    |                      |                      |
| 1986-1987         | Rangers de New York      | LNH               | 21  | 2                | 4                | 6                | 2                | -                | -  | -                    | -                    | -                    |                      |                      |
| 1986-1987         | North Stars du Minnesota | LNH               | 6   | 0                | 1                | 1                | 0                | -                | -  | -                    | -                    | -                    |                      |                      |
| 1987-1988         | Ilves Tampere            | SM-liiga          | 31  | 20               | 23               | 43               | 42               | 4                | 1  | 1                    | 2                    | 10                   |                      |                      |
| 1988-1989         | Indians de Springfield   | LAH               | 16  | 6                | 11               | 17               | 0                | -                | -  | -                    | -                    | -                    |                      |                      |
| 1988-1989         | Islanders de New York    | LNH               | 24  | 1                | 11               | 12               | 4                | -                | -  | -                    | -                    | -                    |                      |                      |
| 1989-1990         | Malmö Redhawks           | Division 1        | 29  | 26               | 30               | 56               | 16               | 3                | 2  | 1                    | 3                    | 2                    |                      |                      |
| 1990-1991         | Malmö Redhawks           | Elitserien        | 33  | 12               | 18               | 30               | 14               | 2                | 0  | 1                    | 1                    | 4                    |                      |                      |
| 1991-1992         | Malmö Redhawks           | Elitserien        | 40  | 9                | 18               | 27               | 24               | 10               | 1  | 3                    | 4                    | 4                    |                      |                      |
| 1992-1993         | Malmö Redhawks           | Elitserien        | 40  | 9                | 33               | 42               | 59               | 6                | 1  | 0                    | 1                    | 6                    |                      |                      |
| 1993-1994         | Malmö Redhawks           | Elitserien        | 38  | 20               | 24               | 44               | 26               | 11               | 1  | 7                    | 8                    | 8                    |                      |                      |
| 1994-1995         | Malmö Redhawks           | Elitserien        | 35  | 10               | 19               | 29               | 55               | 7                | 3  | 3                    | 6                    | 4                    |                      |                      |
| 1995-1996         | Malmö Redhawks           | Elitserien        | 40  | 8                | 19               | 27               | 53               | 5                | 1  | 3                    | 4                    | 12                   |                      |                      |
| 1996-1997         | Ilves Tampere            | SM-liiga          | 49  | 11               | 39               | 50               | 54               | 8                | 1  | 5                    | 6                    | 2                    |                      |                      |
| 1997-1998         | Ilves Tampere            | SM-liiga          | 46  | 12               | 36               | 48               | 42               | 9                | 3  | 5                    | 8                    | 10                   |                      |                      |
| 1998-1999         | Ilves Tampere            | SM-liiga          | 53  | 12               | 38               | 50               | 44               | 4                | 0  | 3                    | 3                    | 2                    |                      |                      |
| 1999-2000         | Ilves Tampere            | SM-liiga          | 51  | 7                | 38               | 45               | 68               | 3                | 1  | 0                    | 1                    | 12                   |                      |                      |
| 2000-2001         | Ilves Tampere            | SM-liiga          | 56  | 9                | 37               | 46               | 28               | 9                | 1  | 6                    | 7                    | 2                    |                      |                      |
| 2001-2002         | Ilves Tampere            | SM-liiga          | 56  | 7                | 34               | 41               | 12               | 3                | 0  | 0                    | 0                    | 0                    |                      |                      |
| 2002-2003         | Ilves Tampere            | SM-liiga          | 53  | 10               | 21               | 31               | 77               | -                | -  | -                    | -                    | -                    |                      |                      |
| 2003-2004         | Ilves Tampere            | SM-liiga          | 56  | 9                | 34               | 43               | 46               | 7                | 1  | 3                    | 4                    | 2                    |                      |                      |
| 2004-2005         | Ilves Tampere            | SM-liiga          | 53  | 7                | 21               | 28               | 45               | 7                | 0  | 1                    | 1                    | 2                    |                      |                      |
| 2005-2006         | Ilves Tampere            | SM-liiga          | 46  | 7                | 18               | 25               | 34               | 4                | 1  | 1                    | 2                    | 0                    |                      |                      |
| 2006-2007         | Ilves Tampere            | SM-liiga          | 43  | 5                | 12               | 17               | 47               | 7                | 0  | 0                    | 0                    | 12                   |                      |                      |
| 2007-2008         | Ilves Tampere            | SM-liiga          | 53  | 5                | 16               | 21               | 53               | 9                | 3  | 2                    | 5                    | 2                    |                      |                      |
| Totaux SM-liiga   | Totaux SM-liiga          | Totaux SM-liiga   | 751 | 161              | 429              | 581              | 628              | 91               | 14 | 31                   | 45                   | 68                   |                      |                      |
| Totaux Elitserien | Totaux Elitserien        | Totaux Elitserien | 226 | 68               | 131              | 199              | 231              | 41               | 7  | 17                   | 24                   | 40                   |                      |                      |
| Totaux LNH        | Totaux LNH               | Totaux LNH        | 117 | 13               | 46               | 59               | 16               | 2                | 0  | 0                    | 0                    | 0                    |                      |                      |